# Antergos
Antergos ist eine ehemalige Linux-Distribution aus Galicien, die auf dem Betriebssystem Arch Linux basiert. Von dieser Distribution hatte Antergos auch das Rolling-Release-Prinzip übernommen. Als Live-System hatte Antergos die Desktop-Umgebung Gnome 3 als Standard eingerichtet. Bei der Installation von Antergos standen zusätzlich KDE, Cinnamon, MATE, Openbox, Xfce oder Deepin Desktop Environment zur Verfügung. Im Juli 2012 wurde Antergos als Cinnarch gestartet und wurde seit 2017 unter den 5 populärsten Distributionen der letzten 12 Monate bei DistroWatch aufgeführt.

## Geschichte und Entwicklung
Das Projekt wurde als Cinnarch mit der Desktop-Umgebung Cinnamon begonnen, einer Fork der Gnome Shell. Im April 2013 wechselte das Team von Cinnamon zu GNOME Version 3.6, da Schwierigkeiten mit Cinnamon aufgrund von Kompatibilitätsproblemen im Zusammenhang mit GTK-Bibliotheken auftraten. Dementsprechend wurde die Distribution in Antergos umbenannt und unter dem neuen Namen im Mai 2013 veröffentlicht. Das galicische Wort Antergos bedeutet Vorfahren. Die Entwicklung der Distribution ist am 21. Mai 2019 eingestellt worden. Einige Antergos-spezifische Pakete wurden in das AUR übertragen. Als Nachfolger von Antergos wurde EndeavourOS gegründet.

## Installation
Antergos bot neben einem textbasierten Installationsprogramm auch das grafikbasierte Cnchi an. Das entsprechende Live-Medium startete in den Gnome-Desktop, bot während der Installation die Auswahlmöglichkeit zwischen den Desktopumgebungen Openbox, Gnome 3, KDE, Cinnamon, Xfce, Mate und Deepin Desktop Environment an.
Zum Starten der Installation wurde eine Netzwerkverbindung benötigt.

## Paketverwaltung
Antergos basierte auf Arch Linux und dem Rolling-Release-Modell. Antergos nutzte neben den offiziellen Arch-Linux-Paketquellen auch das AUR sowie eigene Software-Repositorien. Ebenso wie bei Arch Linux kam pacman als Paketmanager zum Einsatz.